# بدبو (فیلم)
بدبو (به انگلیسی: Reeker) فیلمی ترسناک، محصول سال ۲۰۰۵ ایالات متحده آمریکا است. این فیلم که توسط دیو پین کارگردانی شده‌است، ادامه‌ای نیز با نام جزیره هیچ‌کس: بدبو برمی‌خیزد نیز داشت که در یونایتد کینگدام به بدبو ۲ نیز مشهور است. این فیلم در سایت پرداخت فیلم "Rotten Tomatoes" نمره ۵۴٪ را دارد، و در سایت imdb امتیاز ۵/۲ از ۱۰ را دارد. با وجود این که فیلم بازتاب زیاد خوبی نگرفت، با این حال، در ژانر اسلشر می‌تواند جزو یکی از ۲۰ فیلم برتر باشد.